# مقاطعة بالدوين (جورجيا)
مقاطعة بالدوين (بالإنجليزية: Baldwin County)‏ هي إحدى المقاطعات في ولاية جورجيا في الولايات المتحدة الأمريكية.

## أعلام
- موسى رايت هانون
- أغسطس هولمز كنعان